# Sunnyvale (Texas)
Sunnyvale város az USA Texas államában, Dallas megyében. Lakosainak száma 7893 fő (2020. április 1.).

## Népesség
A település népességének változása:

| 2010 | 5 130 |
| 2020 | 7 893 |